# Steffen Fäth
Steffen Fäth (Frankfurt, 4 de abril de 1990) es un jugador de balonmano de alemán que juega de lateral izquierdo en el HSG Goldstein/Schwanheim y en la selección de balonmano de Alemania.
Con la selección ganó la medalla de oro en el Campeonato Europeo de Balonmano Masculino de 2016 y la medalla de bronce en los Juegos Olímpicos de Río de Janeiro 2016.

## Palmarés

### Füchse Berlin
- Copa EHF (1): 2018

## Clubes
- VfL Goldstein ( -2007)
- SG Wallau-Massenheim (2007-2008)
- Rhein-Neckar Löwen (2008-2009)
- VfL Gummersbach (2009-2010)
- HSG Wetzlar (2010-2016)
- Füchse Berlin (2016-2018)
- Rhein-Neckar Löwen[5] (2018-2020)
- HC Erlangen (2020-2023)
- HSG Goldstein/Schwanheim (2023- )